# Václavské Předměstí

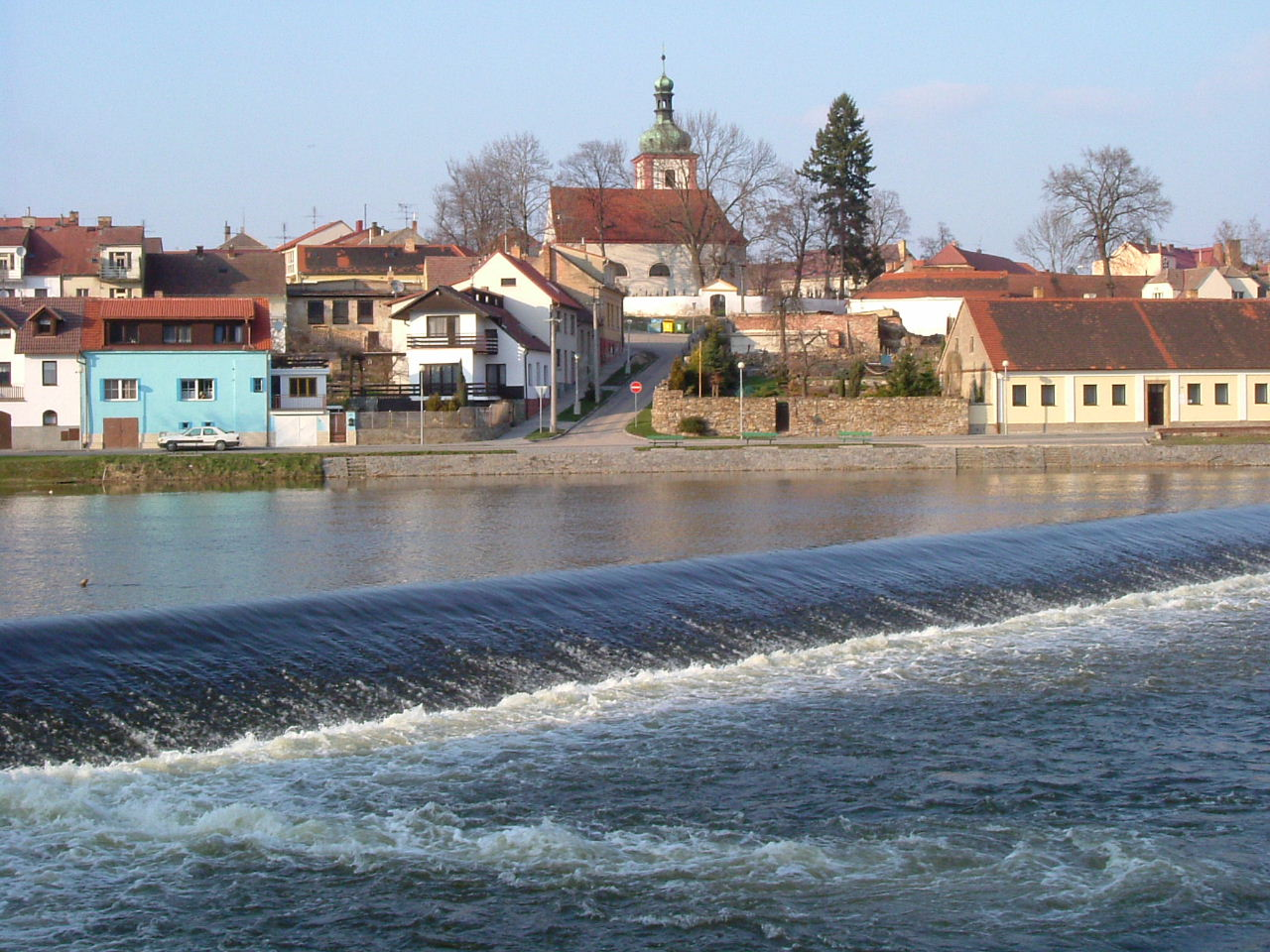
Blick über das St. Wenzels-Wehr der Otava auf den Ortskern mit der Wenzelskirche

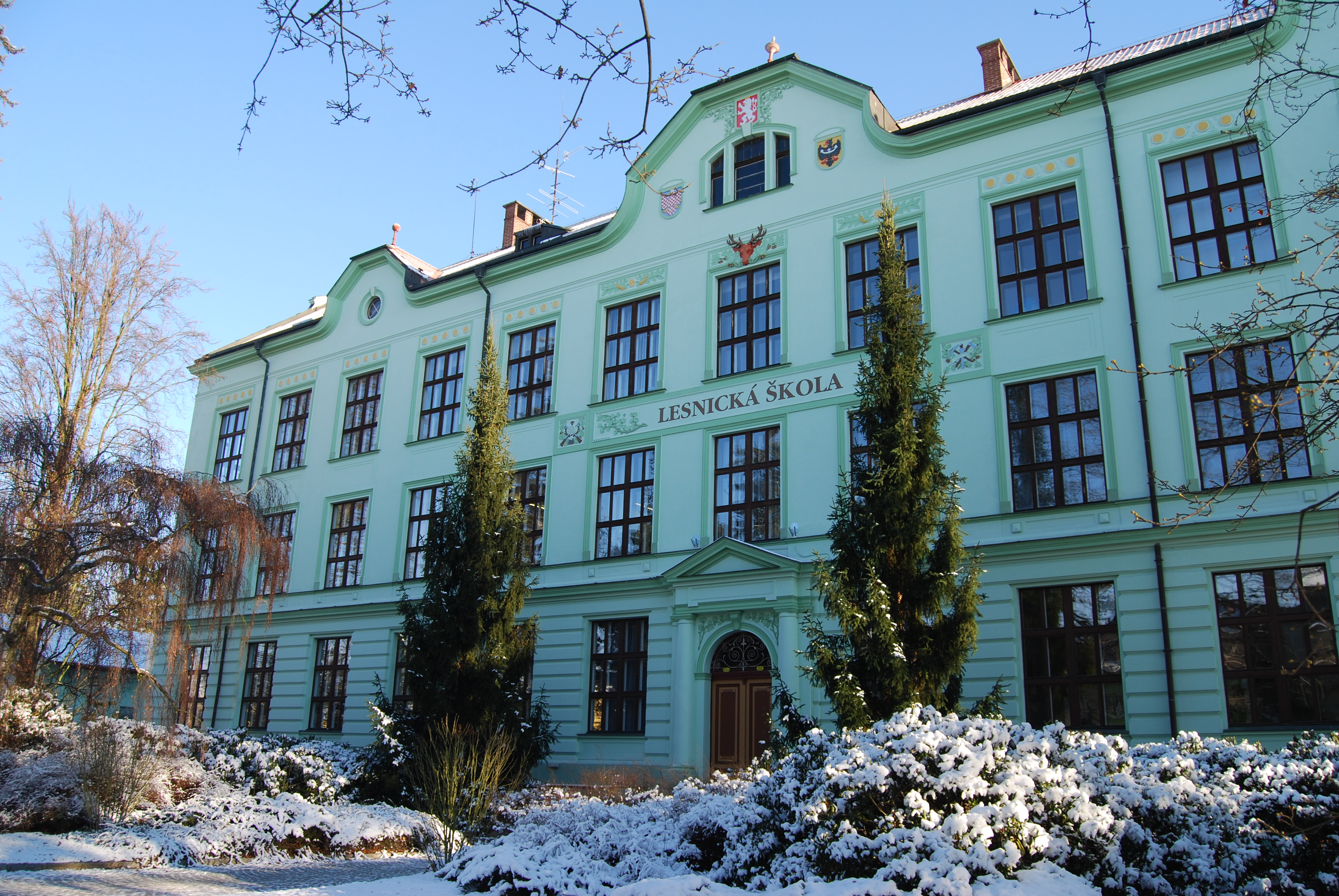
Forstschule Písek

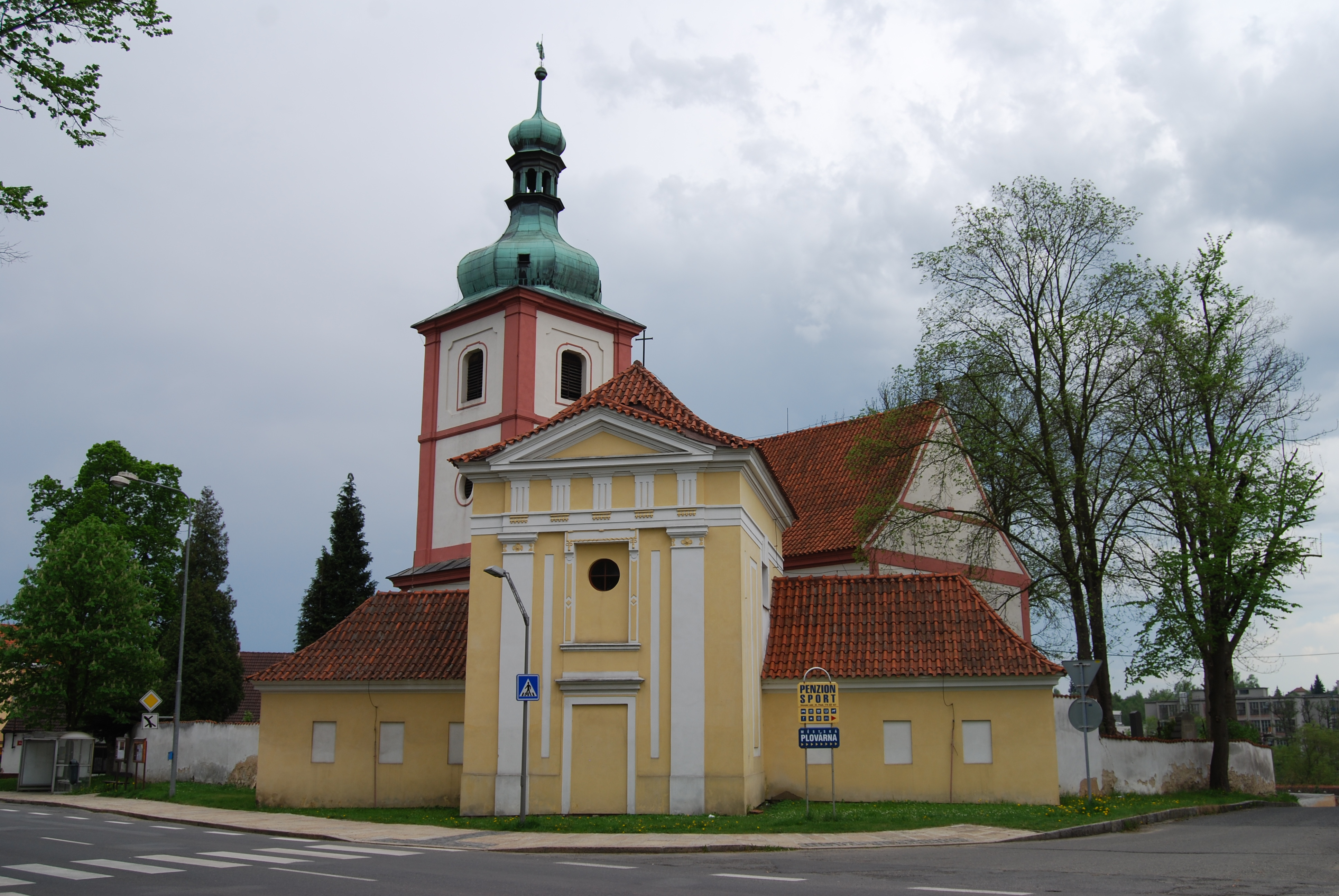
Wenzelskirche und Prokopikapelle

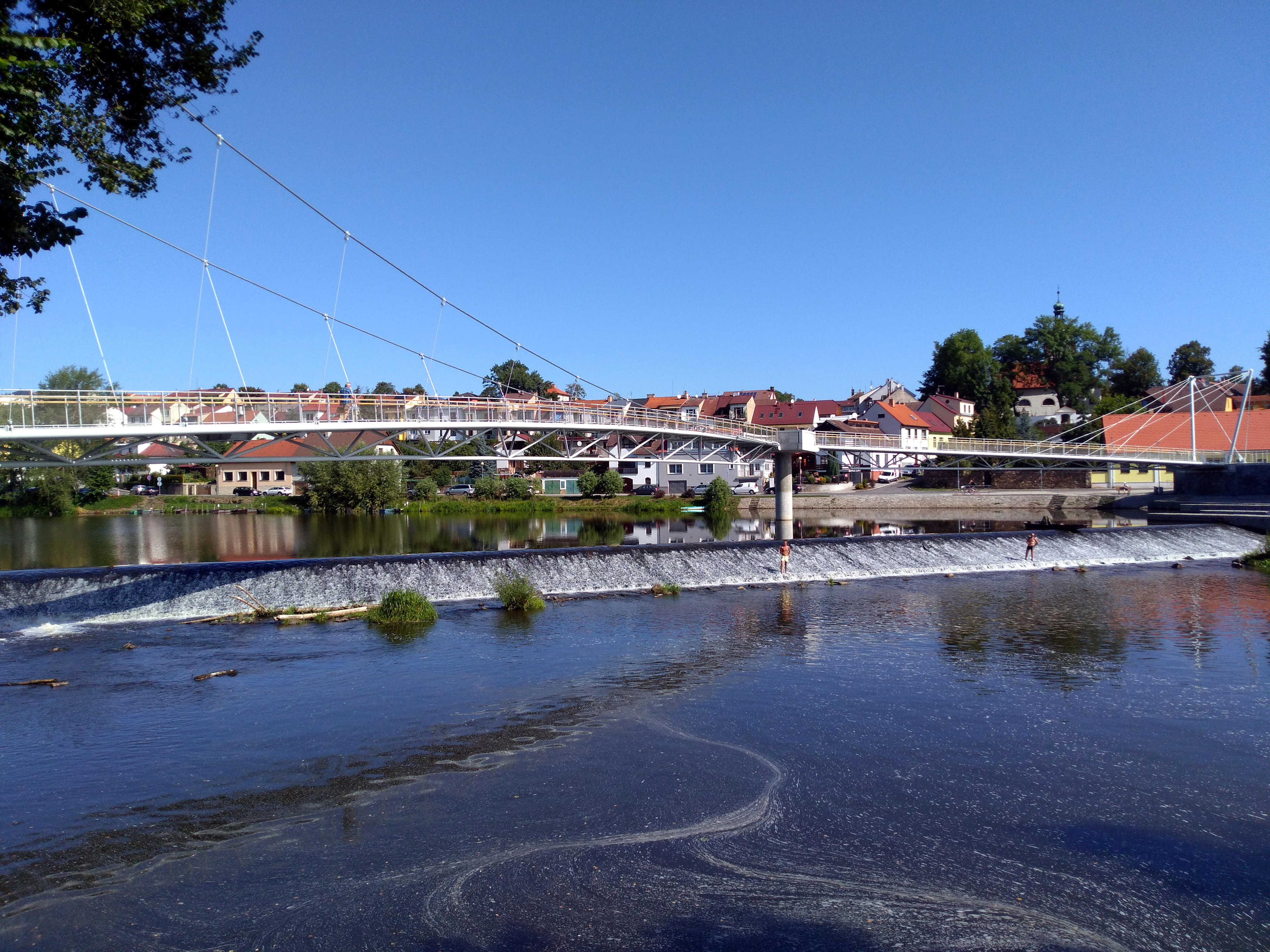
St. Wenzels-Wehr und Dagmar-Šimková-Fußgängerbrücke

Václavské Předměstí, bis 1980 Svatý Václav (deutsch St. Wenzel, 1939–1945 Wenzelsdorf) ist ein Ortsteil der Stadt Písek (Pisek) in Tschechien. Er liegt einen Kilometer westlich des Stadtzentrums von Písek und gehört zum Okres Písek.

## Geographie
Die Vorstadt Václavské Předměstí befindet sich am linken Ufer der Otava (Wottawa) in der Písecká pahorkatina (Piseker Hügelland). Nördlich erheben sich der Na Jihru (394 m n.m.) und der Na Cvičišti (392 m n.m.), im Südwesten der Hradišťský vrch (478 m n.m.) und westlich der U Síbrovny (416 m n.m.). Durch Václavské Předměstí führt die Staatsstraße II/139 zwischen Písek und Dobev. Östlich und nördlich verlaufen die Bahnstrecke Protivín–Zdice sowie die Staatsstraße I/20 zwischen Písek und Blatná, die zugleich die Gemarkungsgrenze zur Prager Vorstadt (Pražské Předměstí) bilden. Am Arboretum liegt der Haltepunkt Písek zastávka.
Nachbarorte sind U Robinsona, Na Kuchyňce und Purkratice im Norden, Pražské Předměstí im Osten, Budějovické Předměstí im Südosten, Hradiště im Süden, Malé Nepodřice im Südwesten, Oldřichov im Westen sowie Dobešice im Nordwesten.

## Geschichte
Die heutige Vorstadt ist älter als die Stadt Písek. Vermutlich im 8. Jahrhundert ließen sich an der Otava Goldwäscher nieder, die die goldhaltigen Sande auswuschen. Daraus erwuchs auch der Name Na Písku (Auf dem Sande). Aus dieser Siedlung entstand vermutlich im 12. Jahrhundert ein Marktdorf mit der Kirche des hl. Wenzel, deren Existenz archäologisch seit der Zeit um 1200 nachweisbar ist. Auf dem anderen felsigen Ufer wurde um 1243 die Burg Písek und in deren Nähe 1254 die befestigte Stadt (Nový) Písek, mit der das alte Dorf seine Bedeutung verlor, gegründet.
Die erste urkundliche Erwähnung des Dorfes erfolgte 1308 unter dem Namen Starý Písek. Die älteste Nachricht über die Kirche St. Wenzel stammt aus dem Jahre 1378. Im Laufe der Zeit wandelte sich der Name des Dorfes nach der Kirche in St. Wenzel; mit dem weiteren Aufschwung der Stadt Písek erlangte es schließlich den Charakter einer Vorstadt. Die Ansiedlung gehörte die meiste Zeit zu den Besitzungen der Königlichen Stadt Písek.
Im Jahre 1837 bestand die im Prachiner Kreis gelegene St.-Wenzels-Vorstadt aus 22 Häusern mit 170 Einwohnern. Im Ort gab es die Filialkirche St. Wenzel mit einem Friedhof, der als Begräbnisplatz für die nach Písek eingepfarrten Dörfer diente. Zur St.-Wenzels-Vorstadt konskribiert waren der Eisenhammer an der Wottawa und zwei einschichtige bürgerliche Häuser (U Zadussneho lesa). Gepfarrt war die Vorstadt zur Dechaneikirche Mariä Geburt in Písek. Bis zur Mitte des 19. Jahrhunderts blieb die St.-Wenzels-Vorstadt der Stadt Písek untertänig.
Nach der Aufhebung der Patrimonialherrschaften bildete Svatý Václav / St. Wenzel ab 1850 einen Ortsteil der Stadtgemeinde Písek im Gerichtsbezirk Pisek. 1868 wurde die Vorstadt dem Bezirk Pisek zugeordnet. Im Jahre 1869 bestand Svatý Václav aus 28 Häusern und hatte 261 Einwohner. 1890 waren es nur noch 127. Um die Jahrhundertwende setzte eine starke Erweiterung der Vorstadt ein. Die Forsthochschule wurde 1899 gegründet. Im Jahre 1900 hatte Svatý Václav 389 Einwohner, 1910 waren es 578.
Nach dem Ersten Weltkrieg zerfiel der Vielvölkerstaat Österreich-Ungarn, Svatý Václav wurde 1918 Teil der neu gebildeten Tschechoslowakischen Republik. Beim Zensus von 1921 lebten in den 66 Häusern der Siedlung 785 Personen, davon 778 Tschechen und vier Deutsche. 1930 lebten in den 93 Häusern von Svatý Václav 937 Personen. Zwischen 1939 und 1945 gehörte Svatý Václav / Wenzelsdorf zum Protektorat Böhmen und Mähren. Nach dem Ende des Zweiten Weltkrieges kam Svatý Václav zur wiedererrichteten Tschechoslowakei zurück. 1950 lebten in den 167 Häusern von Svatý Václav 1083 Personen. Bei der Gebietsreform von 1960 verloren Svatý Václav und die anderen beiden Vorstädte ihren Status als Ortsteile. Mit Beginn des Jahres 1980 wurde die Vorstadt – nunmehr unter dem neuen Namen Václavské Předměstí – wieder als Ortsteil von Písek geführt. 1991 lebten in den 287 Häusern von Václavské Předměstí 1068 Personen. Beim Zensus von 2011 hatte Václavské Předměstí 1335 Einwohner und bestand aus 342 Wohnhäusern.
In Václavské Předměstí befinden sich die Städtischen Sportstätten Písek mit dem Stadion des FC Písek. 2018 wurde die Dagmar-Šimková-Fußgängerbrücke (lávka Dagmar Šimkové) über die Otava eingeweiht.

## Ortsgliederung
Der Ortsteil Václavské Předměstí besteht aus den Grundsiedlungseinheiten Kocourov und Svatý Václav. Zu Václavské Předměstí gehört zudem die Einschicht Síbrovna.
Der Ortsteil ist Teil des Katastralbezirkes Písek.

## Sehenswürdigkeiten
- Frühbarocke Kirche St. Wenzel, sie wurde 1695–1697 durch Giacomo Antonio de Maggi auf den Mauern eines frühgotischen, im Dreißigjährigen Kriegs zerstörten Vorgängerbaus errichtet. Der Turmanbau erfolgte 1719[4]
- Friedhofskapelle St. Prokop, in der Friedhofsmauer neben der Kirche, erbaut 1792–1793 im Barockstil. Ihre Fassade wurde später klassizistisch umgestaltet[5]
- Forstschule und Arboretum Písek
- St. Wenzels-Wehr in der Otava
- Dagmar-Šimková-Fußgängerbrücke über dem St. Wenzels-Wehr, die von Josef Pleskot entworfene 140 m lange Brücke über die Otava verbindet Václavské Předměstí mit Hradiště
- Jüdischer Friedhof, in den Feldern nördlich des Ortes, er wurde 1876 angelegt und bis 1961 genutzt.